# Club Destroyers
Il Club Destroyers è una società calcistica boliviana di Santa Cruz de la Sierra, fondata il 14 settembre 1948.

## Storia
La società fu fondata a casa di Eduardo Daza Paz; il primo presidente fu Ricardo Kuramoto Medina. Iscritto alla federazione di Santa Cruz, iniziò a partecipare al campionato locale; nel 1969 debuttò in Copa Simón Bolívar, la massima divisione boliviana di allora. Nel 1985 venne promosso per la prima volta in Liga del Fútbol Profesional Boliviano, il torneo professionistico istituito nel 1977; raggiunse la seconda fase. Nel 1987 arrivò in finale per il titolo della seconda parte del campionato, perdendo con l'Oriente Petrolero. Nel 1996 riuscì a rimanere in massima serie grazie alla vittoria sull'Universidad di Santa Cruz nello spareggio. Ciò si ripeté nel 1997, allorché il Destroyers superò l'Universidad di Cochabamba, e nel 1998, quando il Destroyers vinse lo scontro decisivo con l'Atlético Pompeya. Nel campionato 1999, avendo raggiunto l'ultimo posto in classifica, il club venne retrocesso direttamente in seconda divisione. Tornò poi nel 2005, mentre al termine del 2007 fu nuovamente destinato alla seconda serie.

## Palmarès

### Competizioni nazionali
- Copa Simón Bolívar: 1

2004

### Altri piazzamenti
- Liga Nacional B:

Secondo posto: 2011-2012